# 土屋巧
土屋 巧（つちや たくみ、2003年10月25日 - ）は、栃木県宇都宮市出身のプロサッカー選手。Jリーグ・ヴァンフォーレ甲府所属。ポジションはミッドフィールダー（MF）。

## 来歴

### プロ入り前
中学卒業後に日本体育大学柏高校に進学。高校では関東大会出場に貢献するなどと活躍し、2021年9月に柏レイソルへの2022シーズンからの加入が内定した。また、同校は2015年からの柏レイソルとの相互支援契約締結後、初めてのJリーガー誕生となった。

### 柏レイソル
2022年、柏レイソルに正式加入。同年4月13日、YBCルヴァンカップGS第4節・サガン鳥栖戦でプロ初出場した。天皇杯3回戦の徳島ヴォルティス戦ではプロ初ゴールを記録した。また、J1第24節・京都サンガF.C.戦で自身Jリーグ初出場した。

### ヴァンフォーレ甲府
2025年シーズンはヴァンフォーレ甲府へ期限付き移籍となることが発表された。

## 所属クラブ
- ヴェルフェたかはら那須
- ウイングスSC
- 日本体育大学柏高等学校
- 2022年 -  柏レイソル
  - 2025年  ヴァンフォーレ甲府（期限付き移籍）

## 個人成績
| 国内大会個人成績 | 国内大会個人成績 | 国内大会個人成績 | 国内大会個人成績 | 国内大会個人成績                       | 国内大会個人成績 | 国内大会個人成績 | 国内大会個人成績 | 国内大会個人成績 | 国内大会個人成績 | 国内大会個人成績 | 国内大会個人成績 |
| 年度             | クラブ           | 背番号           | リーグ           | リーグ戦                               | リーグ戦         | リーグ杯         | リーグ杯         | オープン杯       | オープン杯       | 期間通算         | 期間通算         |
| 年度             | クラブ           | 背番号           | リーグ           | 出場                                   | 得点             | 出場             | 得点             | 出場             | 得点             | 出場             | 得点             |
| 日本             | 日本             | 日本             | 日本             | リーグ戦                               | リーグ戦         | リーグ杯         | リーグ杯         | 天皇杯           | 天皇杯           | 期間通算         | 期間通算         |
| ---------------- | ---------------- | ---------------- | ---------------- | -------------------------------------- | ---------------- | ---------------- | ---------------- | ---------------- | ---------------- | ---------------- | ---------------- |
| 2022             | 柏               | 34               | J1               | 3                                      | 0                | 2                | 0                | 1                | 1                | 6                | 1                |
| 2023             | 柏               | 34               | J1               | 18                                     | 0                | 2                | 1                | 5                | 0                | 25               | 1                |
| 2024             | 柏               | 34               | J1               | 20                                     | 0                | 2                | 0                | 1                | 0                | 23               | 0                |
| 2025             | 甲府             | 17               | J2               |                                        |                  |                  |                  |                  |                  |                  |                  |
| 通算             | 日本             | 日本             | J1               | 41                                     | 0                | 6                | 1                | 7                | 1                | 54               | 2                |
| 通算             | 日本             | 日本             | J2               | 0                                      | 0                | 0                | 0                | 0                | 0                | 0                | 0                |
| 総通算           | 総通算           | 総通算           | 総通算           | 41\|\|0\|\|6\|\|1\|\|7\|\|1\|\|54\|\|2 |                  |                  |                  |                  |                  |                  |                  |

出場歴
- Jリーグ初出場 - 2022年8月6日 J1第24節 京都サンガF.C.戦 (サンガスタジアム by KYOCERA)

## 代表歴
- 2022年 U-19日本代表